# Günter Zeiß
Günter Zeiß (* 20. Juli 1941) ist ein ehemaliger deutscher Leichtathlet. Er stellte 1962 den deutschen Rekord im Dreisprung auf und konnte ihn 5 Jahre später in Stuttgart weiter auf 16,29 m verbessern. Er hielt damit 19 Jahre lang die hessische Bestleistung im Dreisprung.
Bereits als 17-Jähriger sprang er im Weitsprung 7,05 m und im Hochsprung 1,86 m, was bei den damaligen Bedingungen (Aschenbahn) deutlich höher als heutzutage zu bewerten ist.
Im Jahr 1961 wurde er deutscher Juniorenmeister im Dreisprung. Später wurde er sechsmal in die Nationalmannschaft berufen und holte sechs hessische Meistertitel. Bei den Militärweltmeisterschaften 1963 gewann der die Bronzemedaille. Anschließend konnte er sich jedoch aufgrund einer Verletzung im Sprunggelenk nicht für die Olympischen Spiele 1964 und 1968 qualifizieren.
Günter Zeiß zeichnete sich durch seine große Vielfältigkeit aus: In fast allen Sprung- und Sprintdisziplinen der Leichtathletik war er erfolgreich (7,62 m im Weitsprung und 48,7 s über 400 Meter). Er spielte auch sporadisch Fußball als Linksaußen beim TSV Udenhausen und später bei den Altherren des SV Nordshausen. Er stand sogar einige Zeit im Handballtor des ESV Jahn Kassel.

## Vereine
- KSV Hessen Kassel
- seit 1988: SSC Vellmar

## Trainerkarriere
- KSV Hessen Kassel[3]
- Landestrainer Hessen[3]
- TSV Udenhausen[3]
- seit 1988: SSC Vellmar